# Saint-Lô (quận)
Quận Saint-Lô là một quận của Pháp, nằm ở tỉnh Manche, ở vùng Normandie. Quận này có 11 tổng và 123 xã.

## Các đơn vị hành chính

### Các tổng
Các tổng của quận Saint-Lô là: 
1. Canisy
2. Carentan
3. Marigny
4. Percy
5. Saint-Clair-sur-l'Elle
6. Saint-Jean-de-Daye
7. Saint-Lô-Est
8. Saint-Lô-Ouest
9. Tessy-sur-Vire
10. Torigni-sur-Vire
11. Villedieu-les-Poêles

### Các xã
Các xã của quận Saint-Lô, và mã INSEE là: 
| 1. Agneaux (50002)                      | 2. Airel (50004)                      | 3. Amigny (50006)                    |
| 4. Auvers (50023)                       | 5. Auxais (50024)                     | 6. La Barre-de-Semilly (50032)       |
| 7. Baudre (50034)                       | 8. Beaucoudray (50039)                | 9. Beslon (50048)                    |
| 10. Beuvrigny (50050)                   | 11. Biéville (50054)                  | 12. La Bloutière (50060)             |
| 13. Bourguenolles (50069)               | 14. Brectouville (50075)              | 15. Brévands (50080)                 |
| 16. Bérigny (50046)                     | 17. Canisy (50095)                    | 18. Carantilly (50098)               |
| 19. Carentan (50099)                    | 20. Catz (50107)                      | 21. Cavigny (50106)                  |
| 22. Cerisy-la-Forêt (50110)             | 23. Champrepus (50118)                | 24. Les Champs-de-Losque (50119)     |
| 25. La Chapelle-en-Juger (50123)        | 26. Le Chefresne (50128)              | 27. Chevry (50134)                   |
| 28. Chérencé-le-Héron (50130)           | 29. La Colombe (50137)                | 30. Condé-sur-Vire (50139)           |
| 31. Couvains (50148)                    | 32. Dangy (50159)                     | 33. Domjean (50164)                  |
| 34. Le Dézert (50161)                   | 35. Fervaches (50180)                 | 36. Fleury (50185)                   |
| 37. Fourneaux (50192)                   | 38. Giéville (50202)                  | 39. Gourfaleur (50213)               |
| 40. Gouvets (50214)                     | 41. Graignes (50216)                  | 42. Guilberville (50224)             |
| 43. Le Guislain (50225)                 | 44. La Haye-Bellefond (50234)         | 45. Le Hommet-d'Arthenay (50248)     |
| 46. Hébécrevon (50239)                  | 47. Lamberville (50261)               | 48. La Lande-d'Airou (50262)         |
| 49. Lozon (50280)                       | 50. La Luzerne (50283)                | 51. La Mancellière-sur-Vire (50287)  |
| 52. Margueray (50291)                   | 53. Marigny (50292)                   | 54. Maupertuis (50295)               |
| 55. La Meauffe (50297)                  | 56. Le Mesnil-Amey (50302)            | 57. Le Mesnil-Angot (50303)          |
| 58. Le Mesnil-Eury (50310)              | 59. Le Mesnil-Herman (50313)          | 60. Le Mesnil-Opac (50316)           |
| 61. Le Mesnil-Raoult (50319)            | 62. Le Mesnil-Rouxelin (50321)        | 63. Le Mesnil-Vigot (50325)          |
| 64. Le Mesnil-Véneron (50324)           | 65. Montabot (50334)                  | 66. Montbray (50338)                 |
| 67. Montmartin-en-Graignes (50348)      | 68. Montrabot (50351)                 | 69. Montreuil-sur-Lozon (50352)      |
| 70. Moon-sur-Elle (50356)               | 71. Morigny (50357)                   | 72. Moyon (50363)                    |
| 73. Méautis (50298)                     | 74. Notre-Dame-d'Elle (50380)         | 75. Percy (50393)                    |
| 76. Le Perron (50398)                   | 77. Placy-Montaigu (50404)            | 78. Pont-Hébert (50409)              |
| 79. Précorbin (50414)                   | 80. Quibou (50420)                    | 81. Raids (50422)                    |
| 82. Rampan (50423)                      | 83. Remilly-sur-Lozon (50431)         | 84. Rouffigny (50440)                |
| 85. Rouxeville (50441)                  | 86. Saint-Amand (50444)               | 87. Saint-André-de-Bohon (50445)     |
| 88. Saint-André-de-l'Épine (50446)      | 89. Saint-Clair-sur-l'Elle (50455)    | 90. Saint-Côme-du-Mont (50458)       |
| 91. Saint-Fromond (50468)               | 92. Saint-Georges-Montcocq (50475)    | 93. Saint-Georges-d'Elle (50473)     |
| 94. Saint-Georges-de-Bohon (50470)      | 95. Saint-Germain-d'Elle (50476)      | 96. Saint-Gilles (50483)             |
| 97. Saint-Hilaire-Petitville (50485)    | 98. Saint-Jean-de-Daye (50488)        | 99. Saint-Jean-de-Savigny (50491)    |
| 100. Saint-Jean-des-Baisants (50492)    | 101. Saint-Louet-sur-Vire (50504)     | 102. Saint-Lô (50502)                |
| 103. Saint-Martin-de-Bonfossé (50512)   | 104. Saint-Pellerin (50534)           | 105. Saint-Pierre-de-Semilly (50538) |
| 106. Saint-Romphaire (50545)            | 107. Saint-Samson-de-Bonfossé (50546) | 108. Saint-Vigor-des-Monts (50563)   |
| 109. Saint-Ébremond-de-Bonfossé (50465) | 110. Sainte-Cécile (50453)            | 111. Sainte-Suzanne-sur-Vire (50556) |
| 112. Sainteny (50564)                   | 113. Soulles (50581)                  | 114. Tessy-sur-Vire (50592)          |
| 115. Torigni-sur-Vire (50601)           | 116. Tribehou (50606)                 | 117. La Trinité (50607)              |
| 118. Troisgots (50608)                  | 119. Les Veys (50631)                 | 120. Vidouville (50635)              |
| 121. Villebaudon (50637)                | 122. Villedieu-les-Poêles (50639)     | 123. Villiers-Fossard (50641)        |